# Aztec Ruins National Monument
Pour les articles homonymes, voir Aztec.
Aztec Ruins National Monument est un monument national américain constitué de ruines anciennes d'un peuple anasazi, situé au nord-ouest du Nouveau-Mexique, près de la ville d'Aztec.
Les constructions datent des XIe et XIIIe siècles. Le nom a été attribué par les premiers pionniers au milieu du XIXe siècle qui y voyaient les restes de la civilisation aztèque.
Ce site fut classé Monument National le 24 janvier 1923.